# Eacles adoxa
Eacles adoxa är en fjärilsart som beskrevs av Jordan 1910. Eacles adoxa ingår i släktet Eacles och familjen påfågelsspinnare. Inga underarter finns listade i Catalogue of Life.